# Pavel Prigozhin
Pavel Yevgenyevich Prigozhin (en ruso: Павел Евгеньевич Пригожин; San Petersburgo, 18 de junio de 1998) es hijo del destacado oligarca y líder contratista ruso Yevgueni Prigozhin. Según el ISW y otros informes, se convirtió en líder del Grupo Wagner a principios de octubre de 2023, un mes y medio después de que su padre falleciera en un accidente aéreo en Tver.

## Biografía
Nació el 18 de junio de 1998 (según otras fuentes, en 1996) en la familia del empresario y oligarca Yevgueni Prigozhin. Es el hijo mediano de la familia y creció con sus hermanas Polina y Veronika.
La familia Prigozhin evitó la publicidad durante mucho tiempo; Yevgueni Prigozhin no reveló detalles sobre la vida personal de sus familiares al público. Los episodios de la biografía de Pavel rara vez aparecían en los medios; A veces su padre hablaba de él.
Según Yevgueni Prigozhin, su hijo sirvió en el servicio militar obligatorio y luego firmó un contrato con la empresa de su padre. Se han publicado varias fotografías de Pavel con equipo militar estadounidense; sus viajes de negocios incluyeron el territorio de Siria y Ucrania. Como parte del Grupo Wagner, desempeñó las funciones de oficial de reconocimiento y operador de drones, y fue galardonado con la medalla de la Cruz Negra.

## Carrera empresarial
La carrera empresarial de Pavel Prigozhin comenzó en 2018, cuando se convirtió en el fundador de la empresa Beta. Poco a poco su negocio se fue expandiendo y desde 2020 dirige Lakhta Center. Prigozhin Jr. tiene conexiones con la galería de arte Colors of Life, dirigida por Violetta Prigozhina, madre de Yevgueni Prigozhin.
Pavel Prigozhin coopera con la corporación de petróleo y gas Gazprom; sus empresas se dedican a la construcción de inmuebles costosos en San Petersburgo. También es propietario de Lakhta Park, un gran complejo de viviendas.

## Presunto líder de Grupo Wagner
El 23 de agosto de 2023, un avión comercial Embraer Legacy 600 se estrelló cerca de Kuzhenkino, en la provincia de Tver. Entre las diez víctimas se encontraban Yevgueni Prigozhin, Dmitri Utkin y Valery Chekalov, figuras clave del Grupo Wagner. Después del accidente, la estructura de liderazgo de Wagner quedó confusa sobre un liderazgo claro.
El 1 de octubre de 2023 se conoció el contenido del testamento de Yevgueni Prigozhin, en el que legaba todos los bienes a su hijo, Pavel Prigozhin. Pavel Prigozhin se convirtió en el único heredero del negocio de su padre.
Según el Instituto para el Estudio de la Guerra, a principios de octubre, Pavel Prigozhin tomó el liderazgo del Grupo Wagner y estaba negociando con la Guardia Nacional de Rusia para que el grupo volviera a combatir en Ucrania. El ISW dijo que los supuestos acontecimientos que rodean a Pavel Prigozhin indican que "algunos empleados de Wagner están interesados en unirse en torno a una alternativa al Kremlin vinculada a Prigozhin y a Andrei Troshev, respaldado por el Ministerio de Defensa, incluso si esa alternativa no es una organización independiente". Una fuente del ISW relacionada con Wagner añadió que los combatientes del grupo no tendrán que firmar contratos con el Ministerio de Defensa ruso y que el grupo mercenario conservará su nombre, símbolos, ideología y comandantes bajo el liderazgo de Pavel Prigozhin.

## Sanciones internacionales
El 3 de marzo de 2022, la Unión Europea impuso sanciones personales contra Pavel Prigozhin.

## Vida personal
Pavel Prigozhin está casado con Yekaterina Inkina, hija de Sergey Inkin, restaurador y propietario de una sala de conciertos. Su familia vive en el pueblo de élite del norte de Versalles, cerca de San Petersburgo.